# Bundesratswahl 1959
Am 17. Dezember 1959 fanden in der Schweiz die Gesamterneuerungswahlen des Bundesrates statt. Die beiden Kammern des neu gewählten Parlaments, die Vereinigte Bundesversammlung, wählten die Schweizer Regierung, den Bundesrat, für die von 1960 bis 1963 dauernde Amtszeit. Die Sitze wurden einzeln in der Reihenfolge des Amtsalters der Sitzinhaber bestellt. Wegen der Rücktritte der Bundesräte Philipp Etter (KCV), Hans Streuli (FDP), Thomas Holenstein (KCV) und Giuseppe Lepori (KCV) wurden gleich vier der sieben Sitze in der Landesregierung neu besetzt. Es gab erhebliche politische Verschiebungen mit der Einführung der Zauberformel.

## Wahlen

### Erste Wahl (Sitz von Max Petitpierre, FDP)

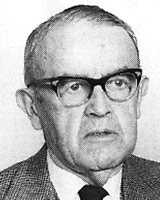
Max Petitpierre

Max Petitpierre (FDP) wurde am 14. Dezember 1944 zum Bundesrat gewählt. Petitpierre war von 1945 bis 1961 Vorsteher des Politischen Departements.
|                         | 1. Wahlgang |
| ----------------------- | ----------- |
| ausgeteilte Wahlzettel  | 239         |
| eingegangene Wahlzettel | 239         |
| leer/ungültig           | 18/0        |
| gültig Total            | 221         |
| absolutes Mehr          | 111         |
| Max Petitpierre         | 213         |
| Verschiedene            | 8           |

### Zweite Wahl (Sitz von Paul Chaudet, FDP)

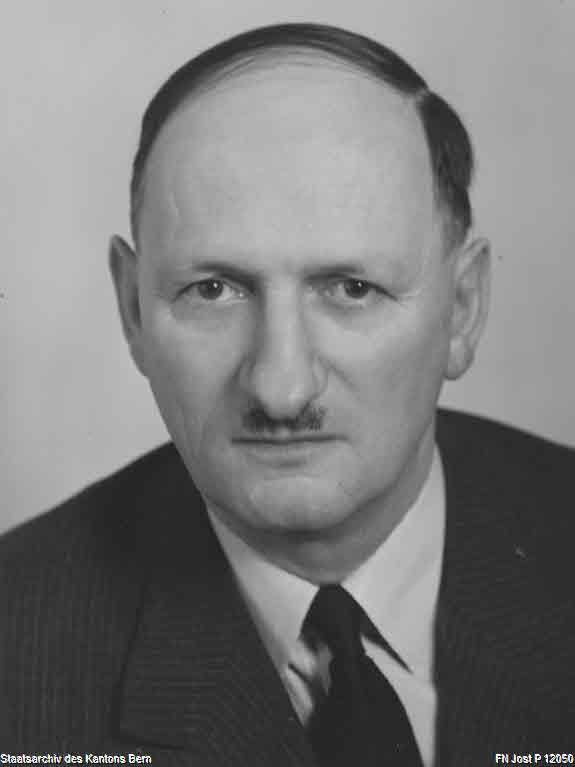
Paul Chaudet (1958)

Paul Chaudet (FDP) wurde am 16. Dezember 1954 zum Bundesrat gewählt. Chaudet war von 1955 bis 1966 Vorsteher des Militärdepartements.
|                         | 1. Wahlgang |
| ----------------------- | ----------- |
| ausgeteilte Wahlzettel  | 240         |
| eingegangene Wahlzettel | 240         |
| leer/ungültig           | 26/2        |
| gültig Total            | 212         |
| absolutes Mehr          | 107         |
| Paul Chaudet            | 198         |
| Verschiedene            | 14          |

### Dritte Wahl (Sitz von Friedrich Traugott Wahlen, BGB)

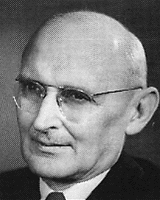
Friedrich Traugott Wahlen

Friedrich Traugott Wahlen (BGB) wurde am 11. Dezember 1958 zum Bundesrat gewählt. Wahlen war 1959 Vorsteher des Justiz- und Polizeidepartements, 1960 und 1961 Vorsteher des Volkswirtschaftsdepartements und zwischen 1961 und 1965 Vorsteher des Politischen Departements.
|                           | 1. Wahlgang |
| ------------------------- | ----------- |
| ausgeteilte Wahlzettel    | 239         |
| eingegangene Wahlzettel   | 239         |
| leer/ungültig             | 15/0        |
| gültig Total              | 224         |
| absolutes Mehr            | 113         |
| Friedrich Traugott Wahlen | 215         |
| Verschiedene              | 9           |

## Detailergebnisse der Ersatzwahl für Philipp Etter, KCV

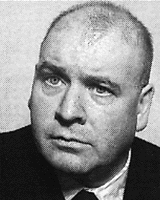
Jean Bourgknecht

Wegen der breiten politischen Unterstützung wurde Jean Bourgknecht (KCV) bereits im 1. Wahlgang zum Bundesrat gewählt. Weitere Stimmen gingen an Nationalrat Ettore Tenchio (KCV) aus Graubünden und an Nationalrat Roger Bonvin (KCV) aus dem Wallis. Bourgknecht war dann von 1960 bis 1962 Vorsteher des Finanz- und Zolldepartements.
|                         | 1. Wahlgang |
| ----------------------- | ----------- |
| ausgeteilte Wahlzettel  | 240         |
| eingegangene Wahlzettel | 240         |
| leer/ungültig           | 7/0         |
| gültig Total            | 233         |
| absolutes Mehr          | 117         |
| Jean Bourgknecht        | 134         |
| Ettore Tenchio          | 44          |
| Roger Bonvin            | 42          |
| Verschiedene            | 13          |

## Detailergebnisse der Ersatzwahl für Hans Streuli, FDP

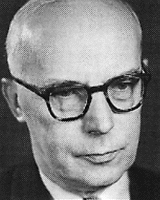
Willy Spühler

Wegen der breiten politischen Unterstützung wurde Willy Spühler (SP) bereits im 1. Wahlgang gewählt. Weitere Stimmen erhielten Nationalrat Mathias Eggenberger (SP) aus dem Kanton St. Gallen, Nationalrat Ettore Tenchio (KCV) aus Graubünden und Hans Schaffner (FDP).  Spühler war dann von 1960 bis 1962 Vorsteher des Post- und Eisenbahndepartements, von 1963 bis 1965 Vorsteher des Verkehrs- und Energiewirtschaftsdepartements und von 1966 bis 1970 Vorsteher des Politischen Departements. 
|                         | 1. Wahlgang |
| ----------------------- | ----------- |
| ausgeteilte Wahlzettel  | 238         |
| eingegangene Wahlzettel | 238         |
| leer/ungültig           | 12/0        |
| gültig Total            | 226         |
| absolutes Mehr          | 114         |
| Willy Spühler           | 149         |
| Mathias Eggenberger     | 28          |
| Ettore Tenchio          | 15          |
| Hans Schaffner          | 10          |
| Verschiedene            | 24          |

## Detailergebnisse der Ersatzwahl für Thomas Holenstein, KCV

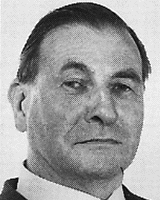
Ludwig von Moos

Wegen der breiten politischen Unterstützung wurde Ludwig von Moos (KCV) aus dem Kanton Obwalden bereits im 1. Wahlgang zum Bundesrat gewählt. Weitere Stimmen gingen an Nationalrat Ettore Tenchio (KCV) aus Graubünden und an Nationalrat Roger Bonvin (KCV) aus dem Wallis. Bundesrat von Moos war dann von 1960 bis 1971 Vorsteher des Justiz- und Polizeidepartements.
|                         | 1. Wahlgang |
| ----------------------- | ----------- |
| ausgeteilte Wahlzettel  | 238         |
| eingegangene Wahlzettel | 238         |
| leer/ungültig           | 12/0        |
| gültig Total            | 226         |
| absolutes Mehr          | 114         |
| Ludwig von Moos         | 148         |
| Ettore Tenchio          | 39          |
| Roger Bonvin            | 30          |
| Verschiedene            | 9           |

## Detailergebnisse der Ersatzwahl für Giuseppe Lepori, KCV

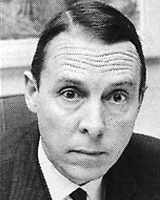
Hans-Peter Tschudi

Die Freisinnigen versuchten mit Hans Schaffner einen weiteren Sitz zu ergattern. Die Sozialdemokraten wollten einen zweiten Sitz und schickten als offiziellen Kandidaten den schaffhausischen Nationalrat Walther Bringolf ins Rennen. Dieser war bei vielen Bürgerlichen im Parlament wegen seiner kommunistischen Vergangenheit ein rotes Tuch. Stattdessen wählten zahlreiche Mitglieder der Vereinigten Bundesversammlung an seiner Stelle Ständerat Hans-Peter Tschudi (SP) aus Basel. Dieser erreichte im 3. Wahlgang die absolute Mehrheit und wurde neuer Bundesrat. Tschudi war dann von 1960 bis 1973 Vorsteher des Departements des Innern.
| Kandidaten              | Kandidaten              | 1. Wahlgang | 2. Wahlgang | 3. Wahlgang |
| ----------------------- | ----------------------- | ----------- | ----------- | ----------- |
| Ausgeteilte Wahlzettel  | Ausgeteilte Wahlzettel  | 235         | 235         | 235         |
| Eingegangene Wahlzettel | Eingegangene Wahlzettel | 235         | 235         | 235         |
| Ungültige Wahlzettel    | Ungültige Wahlzettel    | 0           | 0           | 0           |
| Leere Wahlzettel        | Leere Wahlzettel        | 5           | 2           | 5           |
| Gültige Wahlzettel      | Gültige Wahlzettel      | 230         | 233         | 230         |
| Absolutes Mehr          | Absolutes Mehr          | 116         | 117         | 116         |
| Hans-Peter Tschudi      | Hans-Peter Tschudi      | 73          | 107         | 129         |
| Hans Schaffner          | Hans Schaffner          | 84          | 91          | 97          |
| Walther Bringolf        | Walther Bringolf        | 66          | 34          | 0           |
| Andere                  | Andere                  | 7           | 1           | 4           |

## Wahl des Bundeskanzlers

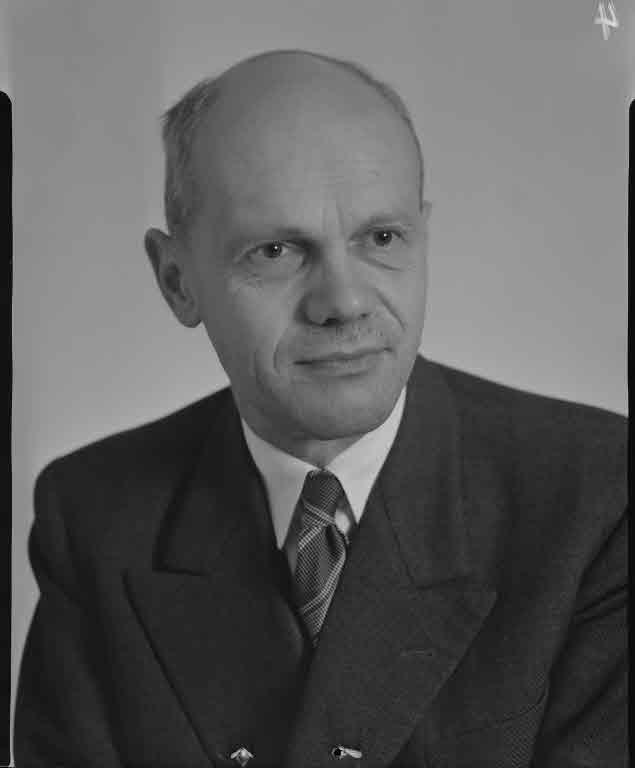
Charles Oser (1960)

Der amtierende Bundeskanzler Charles Oser (FDP) stellte sich zur Wiederwahl und wurde bereits im 1. Wahlgang wiedergewählt.
|                         | 1. Wahlgang |
| ----------------------- | ----------- |
| ausgeteilte Wahlzettel  | 214         |
| eingegangene Wahlzettel | 210         |
| leer/ungültig           | 23/0        |
| gültig Total            | 187         |
| absolutes Mehr          | 94          |
| Charles Oser            | 118         |
| Verschiedene            | 69          |

## Wahl des Bundespräsidenten
Max Petitpierre (FDP) wurde mit 179 Stimmen zum Bundespräsidenten für das Jahr 1960 gewählt.
|                         | 1. Wahlgang |
| ----------------------- | ----------- |
| ausgeteilte Wahlzettel  | 224         |
| eingegangene Wahlzettel | 223         |
| leer/ungültig           | 26/1        |
| gültig Total            | 196         |
| absolutes Mehr          | 99          |
| Max Petitpierre         | 179         |
| Verschiedene            | 17          |

## Wahl des Vizepräsidenten
Friedrich Traugott Wahlen (BGB) wurde mit 162 Stimmen zum Vizepräsidenten gewählt.
|                           | 1. Wahlgang |
| ------------------------- | ----------- |
| ausgeteilte Wahlzettel    | 208         |
| eingegangene Wahlzettel   | 206         |
| leer/ungültig             | 25/0        |
| gültig Total              | 181         |
| absolutes Mehr            | 91          |
| Friedrich Traugott Wahlen | 162         |
| Verschiedene              | 19          |